# جهاز معالج النصوص الإلكتروني

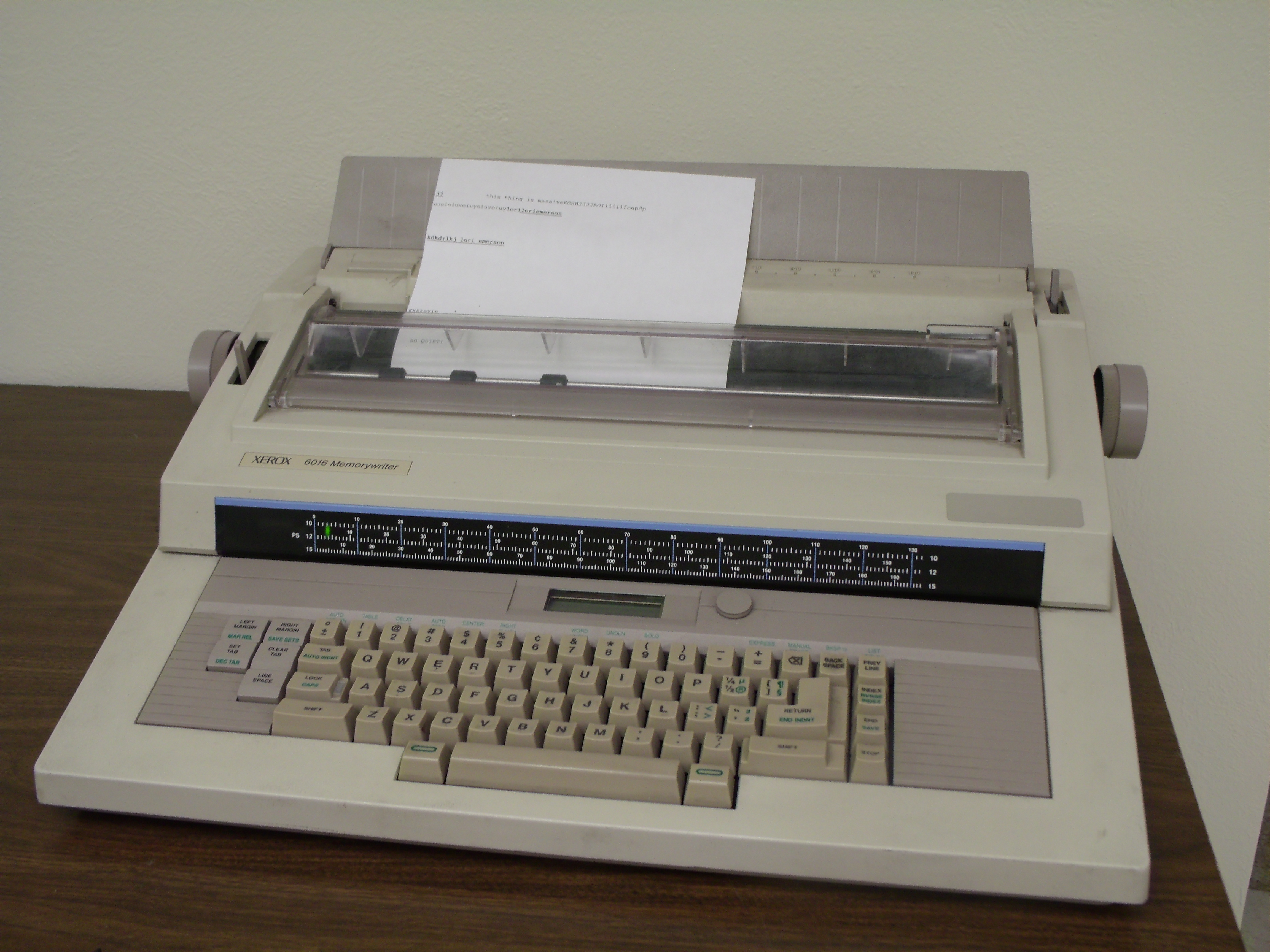
معالج النصوص Xerox 6016 Memorywriter

معالج النصوص الإلكتروني هو جهاز إلكتروني (تطبيق برمجي حاسوبي لاحقًا) لكتابة النصوص وتأليفها وتحريرها وتنسيقها وطباعتها.
هو عبارة عن آلة مكتبية مستقلة طورت في ستينيات القرن العشرين، حيث جمعت بين وظائف إدخال النصوص والطباعة باستخدام لوحة المفاتيح في الآلة الكاتبة الكهربائية مع وحدة تسجيل، إما شريط أو قرص مرن (كما تستخدمه آلة وانج) مع معالج كمبيوتر مخصص بسيط لتحرير النص. على الرغم من تنوع الميزات والتصميمات بين الشركات المصنعة والنماذج، وإضافة ميزات جديدة مع تقدم التكنولوجيا، إلا أن معالجات الكلمات الأولى كانت تتميز عادةً بشاشة أحادية اللون والقدرة على حفظ المستندات على بطاقات الذاكرة أو الأقراص المرنة. قدمت النماذج اللاحقة ابتكارات مثل برامج التدقيق الإملائي وخيارات التنسيق المحسنة.
مع شيوع الجمع بين أجهزة الكمبيوتر الشخصية والطابعات متعددة الاستخدامات، وانتشار تطبيقات برامج الكمبيوتر لمعالجة الكلمات، توقفت معظم شركات آلات الأعمال عن تصنيع آلات معالجة الكلمات المخصصة. في عام 2009، لم يكن هناك سوى شركتين أمريكيتين، Classic و AlphaSmart، لا تزالان تصنعان هذه المنتجات. ومع ذلك، لا تزال العديد من الآلات القديمة قيد الاستخدام. منذ عام 2009، قدمت شركة Sentinel جهازًا يوصف بأنه "معالج نصوص"، ولكنه في الحقيقة جهاز كمبيوتر دقيق متخصص للغاية يستخدم في المحاسبة والنشر في عام 2014، أطلقت شركة Astrohaus الأمريكية سلسلة Freewrite من معالجات الكلمات الإلكترونية.
كانت معالجة الكلمات واحدة من أقدم التطبيقات لأجهزة الكمبيوتر الشخصية في إنتاجية المكاتب، وكانت التطبيق الأكثر استخدامًا على نطاق واسع على أجهزة الكمبيوتر الشخصية حتى ظهور شبكة الويب العالمية في منتصف التسعينيات.
على الرغم من أن معالجات الكلمات المبكرة تطورت لاستخدام العلامات القائمة على العلامات لتنسيق المستندات، فإن معظم معالجات الكلمات الحديثة تستفيد من واجهة المستخدم الرسومية التي توفر شكلاً من أشكال التحرير "ما تراه هو ما تحصل عليه" ("WYSIWYG"). معظمها عبارة عن أنظمة قوية تتكون من برنامج واحد أو أكثر يمكنها إنتاج مجموعة من الصور والرسومات والنصوص، ويُعامل مع النص الأخير بقدرة على ضبط الطباعة. تتضمن الميزات النموذجية لمعالج الكلمات الحديث مجموعات متعددة من الخطوط، والتحقق من الإملاء، والتحقق من القواعد النحوية، والمرادفات المدمجة، والتصحيح التلقائي للنص، والتكامل مع الويب، وتحويل HTML، ومشاريع النشر المنسقة مسبقًا مثل النشرات الإخبارية وقوائم المهام، وغير ذلك الكثير.
Microsoft Word هو برنامج معالجة الكلمات الأكثر استخدامًا وفقًا لنظام تتبع المستخدم المدمج في البرنامج. تقدر شركة مايكروسوفت أن ما يقرب من نصف مليار شخص يستخدمون مجموعة برامج Microsoft Office، والتي تتضمن Word. توجد العديد من تطبيقات معالجة الكلمات الأخرى، بما في ذلك WordPerfect (الذي هيمن على السوق من منتصف الثمانينيات إلى أوائل التسعينيات على أجهزة الكمبيوتر التي تعمل بنظام التشغيل MS-DOS من Microsoft، ولا يزال (2014) مفضلًا للتطبيقات القانونية)، وتطبيق Pages من Apple، وتطبيقات مفتوحة المصدر مثل OpenOffice.org Writer، و LibreOffice Writer، وAbiWord، و KWord، و LyX. تُعد معالجات النصوص المستندة إلى الويب مثل Office Online أو Google Docs فئة جديدة نسبيًا.

## صفات
لقد تطورت معالجات الكلمات بشكل كبير عندما أصبحت برامج برمجية وليست آلات مخصصة. يمكن تمييزها بشكل مفيد عن محرري النصوص، وهي فئة البرامج التي تطورت منها.
محرر النصوص هو برنامج يستخدم لكتابة ونسخ ولصق وطباعة النص (حرف واحد أو سلاسل من الأحرف). لا يقوم محررو النصوص بتنسيق الأسطر أو الصفحات. (توجد امتدادات لمحرري النصوص يمكنها تنفيذ تنسيق الأسطر والصفحات: أنظمة معالجة المستندات الدفعية، بدءًا من TJ-2 و RUNOFF ولا تزال متوفرة في أنظمة مثل LaTeX و Ghostscript، بالإضافة إلى البرامج التي تنفذ امتدادات الوسائط المقسمة إلى صفحات إلى HTML وCSS). تُستخدم محررات النصوص الآن بشكل أساسي من قبل المبرمجين ومصممي مواقع الويب ومسؤولي أنظمة الكمبيوتر، وفي حالة LaTeX، من قبل علماء الرياضيات والعلماء (للصيغ المعقدة وللاستشهادات في اللغات النادرة). كما أنها مفيدة أيضًا عندما تُقدر أوقات بدء التشغيل السريعة، وأحجام الملفات الصغيرة، وسرعة التحرير، وبساطة التشغيل، وعندما يكون التنسيق غير مهم. بسبب استخدامها في إدارة مشاريع البرمجيات المعقدة، يمكن لمحرري النصوص في بعض الأحيان توفير مرافق أفضل لإدارة مشاريع الكتابة الكبيرة مقارنة بمعالج الكلمات.
أضافت معالجة النصوص إلى محرر النصوص القدرة على التحكم في نمط وحجم النوع، وإدارة الأسطر (التفاف الكلمات)، وتنسيق المستندات إلى صفحات، وترقيم الصفحات. أُضيفت الوظائف التي كانت تعتبر الآن أمرًا مسلمًا به تدريجيًا، وفي بعض الأحيان عن طريق شراء مقدمي برامج إضافية مستقلين. كان التدقيق الإملائي والتدقيق النحوي ودمج البريد من بين الإضافات الأكثر شيوعًا لمعالجات الكلمات المبكرة. تتمتع معالجات الكلمات أيضًا بالقدرة على استخدام علامات الترقيم، وإدارة الحواشي السفلية والختامية وتحديد موقعها الصحيح.
تتضمن الميزات الأكثر تقدمًا الموجودة في معالجات الكلمات الحديثة ما يلي:
- التحرير التعاوني، مما يسمح لمستخدمين متعددين بالعمل على نفس المستند.
- مساعدة في الفهرسة. (الفهرسة الحقيقية، كما يقوم بها مفهرس بشري محترف، تتجاوز التكنولوجيا الحالية بكثير، لنفس الأسباب التي تجعل الترجمة الآلية الآلية بالكامل ذات الجودة الأدبية أبعد من ذلك بكثير)
- إنشاء جداول المحتويات.
- إدارة وتحرير وتحديد موقع المواد المرئية (الرسوم التوضيحية والمخططات البيانية) وأحيانًا الملفات الصوتية.
- إدارة الإشارات المرجعية إلى الصفحات أو الملاحظات تلقائيًا (تحديثها).
- التحكم في إصدارات المستند، مما يسمح بإعادة بناء تطوره.
- تعليقات وتوضيحات غير قابلة للطباعة.
- إنشاء إحصائيات المستند (الأحرف والكلمات ومستوى قابلية القراءة والوقت الذي يقضيه كل مستخدم في التحرير).
- "الأنماط"، التي تعمل على أتمتة التنسيق المتسق لجسم النص، والعناوين، والعناوين الفرعية، والنص المميز، وما إلى ذلك.

صُممت برامج النشر المكتبي اللاحقة خصيصًا بتخطيطات مسبقة التنسيق للنشر، مع توفير خيارات محدودة لتغيير التخطيط، مع السماح للمستخدمين باستيراد النص المكتوب باستخدام محرر نصوص أو معالج كلمات، أو كتابة النص بأنفسهم.

## تاريخ
تنحدر معالجات الكلمات من جهاز Friden Flexowriter، الذي كان يحتوي على محطتين لشريط مثقوب ويسمح بالتبديل من واحدة إلى الأخرى (مما يتيح ما يسمى بـ "السلسلة" أو "الرسالة النموذجية"، حيث يحتوي أحد الشريطين على الأسماء والعناوين، والآخر على نص الرسالة المراد إرسالها). لم تكن تغلف الكلمات، وقد بدأت هذه العملية بواسطة آلة الكتابة الكهربائية ذات الشريط المغناطيسي من شركة IBM (لاحقًا، آلة الكتابة الكهربائية ذات البطاقة المغناطيسية).

### آي بي إم سيليكتريك
الآلة الكاتبة باهظة الثمن، التي كتبها وحسنها بين عامي 1961 و1962 ستيف بينر وإل . بيتر دويتش، كانت برنامجًا لتحرير النصوص يعمل على جهاز كمبيوتر DEC PDP-1 في معهد ماساتشوستس للتكنولوجيا. وبما أنه كان قادرًا على تشغيل آلة كاتبة من نوع IBM Selectric (طابعة عالية الجودة)، فقد يُعتبر أول برنامج لمعالجة النصوص، ولكن مصطلح معالجة النصوص نفسه لم يُقدَّم إلا بواسطة مختبر بوبلينجين التابع لشركة IBM في أواخر الستينيات.
في عام 1969، طور منتجين لتحرير النصوص يعتمدان على البرامج (Astrotype وAstrocomp) سوقا بواسطة شركة Information Control Systems (آن أربور، ميشيغان). استخدم كلا المنتجين جهاز الكمبيوتر المصغر PDP-8 من شركة Digital Equipment Corporation، ومحركات الأشرطة DECtape (بكرة 4 بوصات) التي يمكن الوصول إليها عشوائيًا، وإصدارًا معدلًا من الآلة الكاتبة IBM Selectric (جهاز IBM 2741 Terminal). سبقت هذه المنتجات التي صدرت عام 1969 معالجات الكلمات المعتمدة على شاشات CRT. أُجريت تحرير النص باستخدام نظام ترقيم الأسطر الذي عُرض على نسخة ورقية أُدخلت في الآلة الكاتبة Selectric.
اخترعت إيفلين بيريزين معالج نصوص يعتمد على Selectric في عام 1969، وأسست شركة Redactron Corporation لتسويق الجهاز الذي تبلغ قيمته 8000 دولار. بيعت Redactron إلى شركة Burroughs Corporation في عام 1976، حيث بيعت Redactron-II و-III كوحدات مستقلة وكأجهزة محيطية لأجهزة الكمبيوتر المركزية للشركة.
بحلول عام 1971، أُعترف بمعالجة النصوص من قبل صحيفة نيويورك تايمز باعتبارها " كلمة طنانة ". أشارت مقالة في صحيفة التايمز عام 1974 إلى "العالم الجديد الشجاع لمعالجة الكلمات أو W/P. هذا هو حديث شركة آي بي إم ماشينز ... قدمت شركة IBM تقنية W/P منذ حوالي خمس سنوات لآلاتها الكاتبة الكهربائية ذات الشريط المغناطيسي وغيرها من الأجهزة الإلكترونية المبهرة."
عرفت شركة IBM المصطلح بطريقة واسعة وغامضة على أنه "مجموعة الأشخاص والإجراءات والمعدات التي تحول الأفكار إلى اتصالات مطبوعة"، واستخدمته في الأصل لتشمل آلات الإملاء والآلات الكاتبة الكهربائية العادية التي تُشغل يدويًا. ومع ذلك، بحلول أوائل السبعينيات، أصبح المصطلح يُفهم عمومًا على أنه يعني الآلات الكاتبة شبه الآلية التي توفر على الأقل شكلًا من أشكال التحرير والتصحيح، والقدرة على إنتاج "أصول" مثالية. وهكذا، وصفت صحيفة التايمز منتجًا من إنتاج شركة زيروكس عام 1974 بأنه "آلة كاتبة إلكترونية أسرع"، لكنها استمرت في وصف المنتج، الذي لم يكن به شاشة، بأنه "معالج نصوص وليس آلة كاتبة بحتة، حيث يخزن النسخة على شريط مغناطيسي أو بطاقات مغناطيسية لإعادة الكتابة والتصحيحات والطباعة اللاحقة".

### أنظمة الحاسوب المركزي
في أواخر الستينيات من القرن العشرين، قدمت شركة IBM برنامجًا يسمى FORMAT لإنشاء مستندات مطبوعة على أي جهاز كمبيوتر قادر على تشغيل Fortran IV. كتب جيرالد م. بيرنز برنامج FORMAT، ووُصف في ورقته البحثية "وصف FORMAT، برنامج معالجة النصوص" (مجلة اتصالات ACM، المجلد 12، العدد 3، مارس 1969) بأنه "برنامج إنتاج يُسهّل تحرير وطباعة المستندات النهائية مباشرةً على طابعة نظام حاسوب صغير نسبيًا (64 كيلوبايت). يتميز البرنامج بأداء جيد، وإدخال حر تمامًا، وقدرات تنسيق مرنة للغاية، بما في ذلك ما يصل إلى ثمانية أعمدة في الصفحة، والكتابة التلقائية بالأحرف الكبيرة، ومساعدات لإنشاء الفهارس، والحد الأدنى من عناصر التحكم غير النصية". كان الإدخال عادةً على بطاقات مثقبة أو شريط مغناطيسي، مع ما يصل إلى 80 حرفًا كبيرًا وحرفًا غير أبجدي لكل بطاقة. نُفذت عناصر التحكم المطبعية المحدودة المتاحة من خلال تسلسلات التحكم؛ على سبيل المثال، حُولت الأحرف تلقائيًا إلى أحرف صغيرة ما لم تكن تتبع نقطة، أي حرف "النقطة". يمكن طباعة الناتج على طابعة خطية نموذجية بأحرف كبيرة - أو بأحرف كبيرة وصغيرة باستخدام سلسلة طابعة خاصة ("TN") - أو يمكن ثقبه كشريط ورقي يمكن طباعته بجودة أفضل من جودة الطابعة الخطية، على آلة Flexowriter. طور برنامج مشابه مع بعض التحسينات، DORMAT، وأُستخدم في جامعة كلية لندن.
كانت المعدات الكهروميكانيكية القائمة على شريط ورقي مثل Friden Flexowriter متاحة منذ فترة طويلة؛ حيث سمحت Flexowriter بعمليات مثل الكتابة المتكررة للرسائل النموذجية (مع توقف مؤقت للمشغل لكتابة المعلومات المتغيرة يدويًا)، وعندما جُهزت بقارئ مساعد، يمكنها إجراء نسخة مبكرة من " دمج البريد". حوالي عام 1970 أصبح من الممكن تطبيق أجهزة الكمبيوتر الإلكترونية في مهام أتمتة المكاتب. كانت الآلة الكاتبة الكهربائية Mag Tape Selectric ( MT/ST ) من إنتاج شركة IBM ولاحقًا Mag Card Selectric (MCST) من الأجهزة المبكرة من هذا النوع، والتي سمحت بالتحرير والمراجعة البسيطة والكتابة المتكررة، مع شاشة ذات سطر واحد لتحرير الأسطر الفردية. كانت أول رواية تُكتب على معالج النصوص IBM MT/ST هي رواية Bomber للكاتب لين ديتون، والتي نُشرت عام 1970.

### التأثير على إدارة المكتب
ذكرت صحيفة نيويورك تايمز، في تقريرها عن معرض تجاري لمعدات الأعمال في عام 1971،
كانت "الكلمة الطنانة" في معرض هذا العام هي "معالجة النصوص"، أو استخدام المعدات الإلكترونية، مثل الآلات الكاتبة؛ والإجراءات والموظفين المدربين لتعظيم كفاءة المكتب. في معرض IBM، قامت فتاة بالكتابة على آلة كاتبة إلكترونية. أُستلمت النسخة على شريط مغناطيسي قابل للتعديل والحذف والإضافة ثم أنتج خطابًا مثاليًا لتوقيع الرئيس...
في عام 1971، كان ثلث النساء العاملات في الولايات المتحدة يعملن في مجال السكرتارية، وكان بإمكانهن أن يدركن أن معالجة النصوص سوف تؤثر على حياتهن المهنية. وفقًا لمقال نُشر في صحيفة التايمز، حثّ بعض المصنّعين على أن "مفهوم "معالجة النصوص" قد يكون إجابةً لدعوات مناصري تحرير المرأة. ستحل معالجة النصوص محل السكرتيرة "التقليدية" وستمنح النساء أدوارًا إدارية جديدة في قطاع الأعمال والصناعة."
لم يقتصر مفهوم معالجة النصوص في سبعينيات القرن الماضي على المعدات فحسب، بل أشار صراحةً إلى استخدام المعدات "لتقسيم العمل الإداري إلى مكونات منفصلة، حيث يتولى بعض الموظفين الطباعة حصريًا بينما يقدم آخرون الدعم الإداري. في العملية النموذجية، كان من شأن ذلك أن يترك معظم المديرين التنفيذيين دون سكرتيرات خاصات. وبدلاً من ذلك، كان سكرتير واحد يؤدي مهامًا إدارية مختلفة لثلاث سكرتيرات أو أكثر." وجاء في مقال نُشر عام 1971 أن "بعض [السكرتيرات] يعتبرن برنامج معالجة النصوص بمثابة سلم وظيفي نحو الإدارة؛ بينما يراه آخرون طريقًا مسدودًا نحو الأتمتة؛ ويتوقع آخرون أنه سيؤدي مباشرةً إلى خط الإضراب". وقد خشيت الرابطة الوطنية للسكرتيرات، التي عرّفت السكرتيرات بأنهن أشخاص "يستطيعن تحمل المسؤولية دون إشراف مباشر"، من أن برنامج معالجة النصوص سيحولهن إلى "مجموعات طباعة متطورة". تناولت المقالة فقط التغييرات التنظيمية الناتجة عن قيام السكرتيرات بتشغيل معالجات النصوص بدلاً من الآلات الكاتبة؛ ولم تؤخذ إمكانية أن تؤدي معالجات النصوص إلى قيام المديرين بإنشاء مستندات دون تدخل السكرتيرات في الاعتبار — وهو أمر غير مفاجئ في عصر حيث كان عدد قليل من المديرين، ولكن معظم السكرتيرات، يمتلكون مهارات استخدام لوحة المفاتيح.

### نماذج مخصصة
في عام 1972، قدم ستيفن برنارد دورسي، مؤسس ورئيس شركة أوتوماتيك إلكترونيك سيستمز الكندية (AES)، أول معالج كلمات قابل للبرمجة في العالم مزود بشاشة فيديو. وكان الاختراق الحقيقي الذي حققه فريق AES التابع لدورسي هو أن جهازهم قام بتخزين نصوص المشغل على أقراص مغناطيسية. يمكن استرجاع النصوص من الأقراص ببساطة عن طريق إدخال أسمائها على لوحة المفاتيح. والأمر الأكثر أهمية هو أنه يمكن تحرير النص، على سبيل المثال نقل فقرة إلى مكان جديد، أو تصحيح خطأ إملائي، وتُسجل هذه التغييرات على القرص المغناطيسي.
كانت آلة AES في الواقع عبارة عن جهاز كمبيوتر متطور يمكن إعادة برمجته عن طريق تغيير التعليمات الموجودة داخل عدد قليل من الرقائق.
في عام 1975، أسس دورسي شركة Micom Data Systems وقدم معالج النصوص Micom 2000. لقد قام Micom 2000 بتحسين تصميم AES من خلال استخدام المعالج الدقيق أحادي الشريحة Intel 8080، مما جعل معالج الكلمات أصغر حجمًا وأقل تكلفة في البناء ويدعم لغات متعددة.
وفي هذه الأثناء، ظهرت أيضًا معالجات الكلمات DeltaData وWang، مرة أخرى مع شاشة فيديو وقرص تخزين مغناطيسي.
كانت الميزة التنافسية لجهاز Micom 2000 من Dorsey هي أنه، على عكس العديد من الأجهزة الأخرى، كان قابلاً للبرمجة حقًا. واجهت آلة Micom مشكلة التقادم من خلال تجنب قيود نظام تخزين البرامج السلكي. استخدم جهاز Micom 2000 ذاكرة الوصول العشوائي (RAM)، والتي أُنتجت بكميات كبيرة وكانت قابلة للبرمجة بالكامل. قيل أن جهاز Micom 2000 كان متقدمًا عن عصره بعام عندما طُرح في السوق الذي كان يمثل بعض المنافسة الخطيرة مثل IBM وXerox و Wang Laboratories.
في عام 1978، أقامت شركة Micom شراكة مع شركة Philips الهولندية متعددة الجنسيات، وساهم دورسي في زيادة مبيعات Micom إلى المرتبة الثالثة بين الشركات المصنعة الرئيسية لمعالجات الكلمات، خلف IBM وWang فقط.

### نماذج البرمجيات

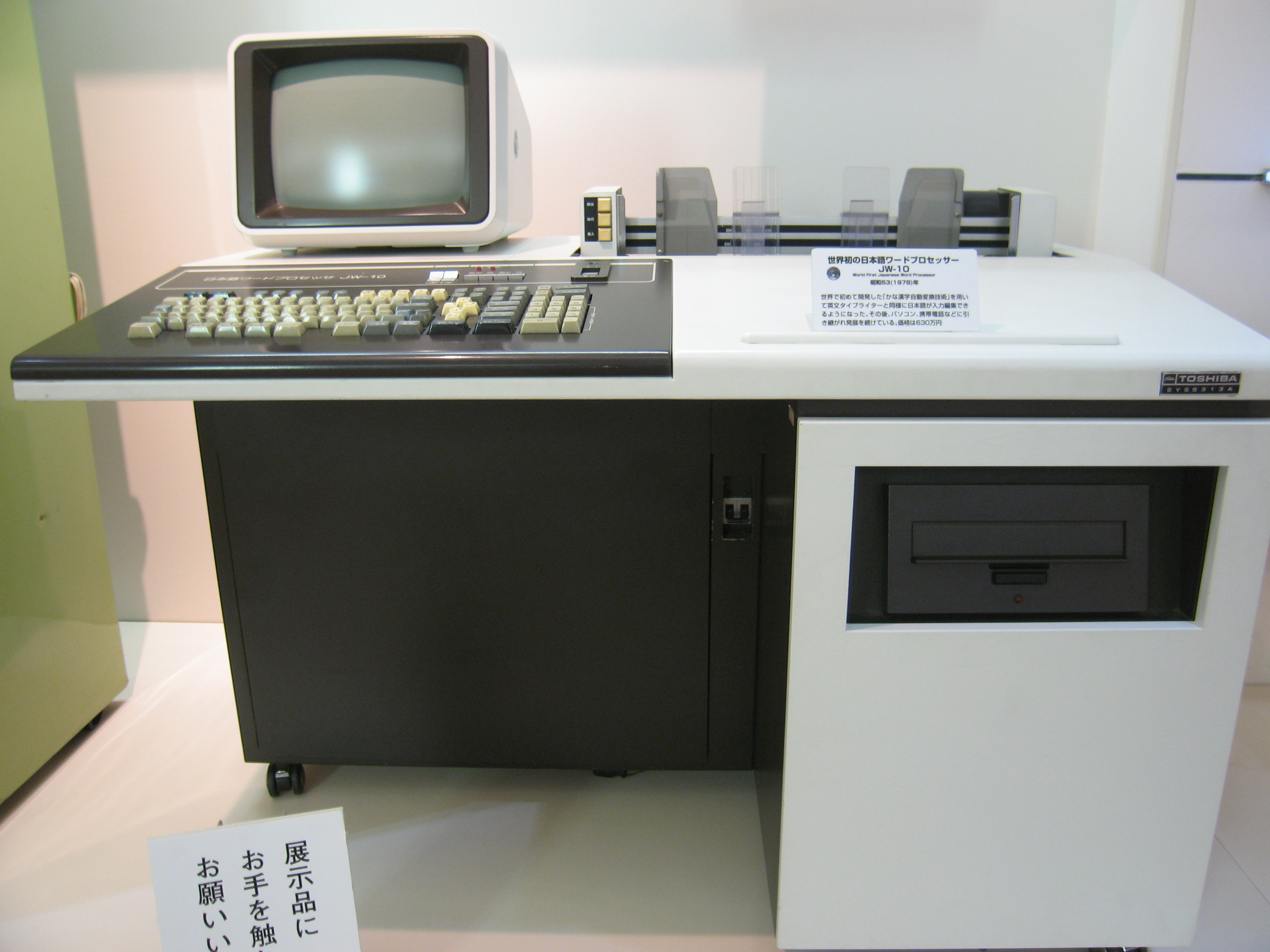
توشيبا JW-10، أول معالج نصوص للغة اليابانية (1978)

لم يكن جهاز Wang هو أول جهاز يعتمد على CRT ولم تكن كل ابتكاراته فريدة من نوعها بالنسبة لـ Wang. في أوائل سبعينيات القرن العشرين، قدمت شركات Linolex وLexitron وVydec أنظمة رائدة لمعالجة الكلمات مع تحرير شاشات CRT. كانت شركة إلكترونيات كندية تدعى Automatic Electronic Systems قد طرحت منتجًا في عام 1972، ولكنها دخلت في الحراسة القضائية بعد عام واحد. في عام 1976، وبعد إعادة تمويلها من قبل مؤسسة كندا للتنمية، عادت الشركة إلى العمل تحت اسم AES Data، واستمرت في تسويق علامتها التجارية من معالجات الكلمات بنجاح في جميع أنحاء العالم حتى زوالها في منتصف الثمانينيات. كان أول منتج مكتبي لها، وهو AES-90، يجمع لأول مرة بين شاشة CRT وقرص مرن ومعالج دقيق، أي نفس التركيبة الفائزة التي استخدمتها شركة IBM في جهاز الكمبيوتر الشخصي الخاص بها بعد سبع سنوات. كان برنامج AES-90 قادرًا على التعامل مع الكتابة باللغتين الفرنسية والإنجليزية منذ البداية، وعرض النصوص وطباعتها جنبًا إلى جنب، وهو أحد متطلبات الحكومة الكندية. سُلمت الوحدات الثماني الأولى إلى مكتب رئيس الوزراء آنذاك، بيير إليوت ترودو، في فبراير 1974. وعلى الرغم من هذه المنتجات السابقة، كان منتج وانج متميزًا، وبحلول عام 1978 كان قد باع عددًا أكبر من هذه الأنظمة مقارنة بأي بائع آخر.
سرعان ما أصبحت عبارة "معالج الكلمات" تشير إلى الأجهزة المعتمدة على CRT والتي تشبه AES 90. ظهرت العديد من الآلات من هذا النوع، والتي تُسوق عادة من قبل شركات معدات المكاتب التقليدية مثل IBM، وLanier (تسويق آلات AES Data، وإعادة تسميتها)، وCPT، وNBI. كانت جميعها أنظمة متخصصة ومخصصة وملكية، وكان سعرها حوالي 10 آلاف دولار. ظلت أجهزة الكمبيوتر العامة الرخيصة مخصصة للهواة.
استخدمت بعض أقدم الأجهزة التي تعتمد على أنابيب أشعة الكاثود أشرطة الكاسيت لتخزين الذاكرة القابلة للإزالة حتى أصبحت الأقراص المرنة متاحة لهذا الغرض - أولاً القرص المرن مقاس 8 بوصات، ثم 5¼ بوصة (محركات من شركة Shugart Associates والأقراص المرنة من شركة Dysan).
طُبعت المستندات في البداية باستخدام الآلات الكاتبة IBM Selectric المعدلة لإدخال الأحرف ASCII . أُستبدلت لاحقًا بطابعات العجلات ذات التطبيقات المحددة، والتي طورتها شركة Diablo في البداية، والتي أصبحت شركة تابعة لشركة Xerox، ثم طورتها شركة Qume لاحقًا. من أجل طباعة "المسودة" بشكل أسرع، كانت الطابعات الخطية ذات النقاط المصفوفة بدائل اختيارية مع بعض معالجات الكلمات.

### نماذج WYSIWYG

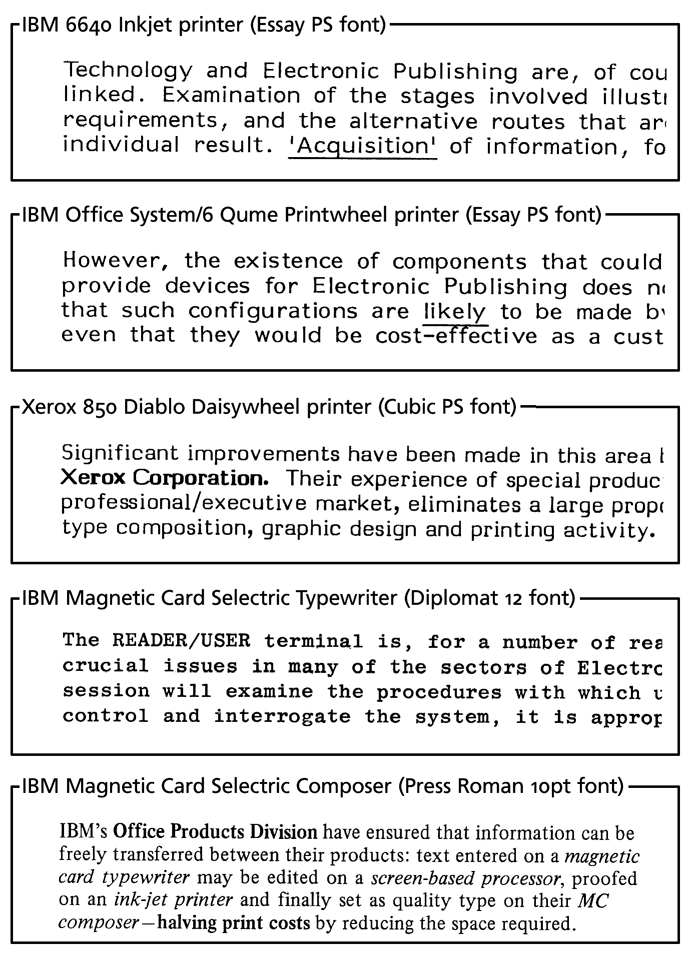
أمثلة على الخطوط المستقلة لمعالجات النصوص ج. 1980–1981

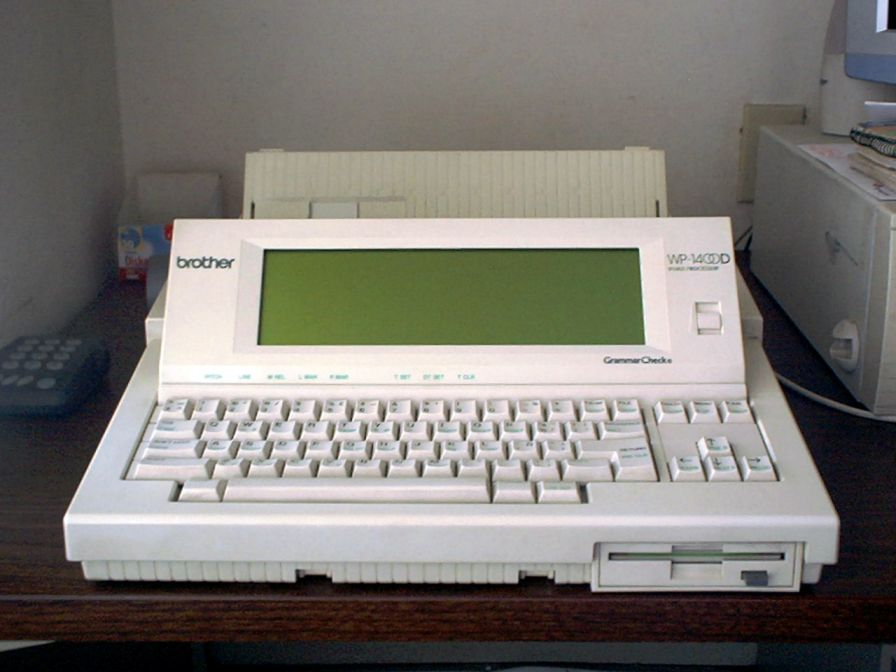
آلة كاتبة إلكترونية لتحرير النصوص من طراز Brother WP-1400D (1994)

كان برنامج Electric Pencil، الذي أُصدر في ديسمبر 1976، أول برنامج لمعالجة النصوص لأجهزة الكمبيوتر الصغيرة. لقد حلت معالجات النصوص المعتمدة على البرمجيات التي تعمل على أجهزة الكمبيوتر الشخصية للأغراض العامة تدريجيا محل معالجات النصوص المخصصة، وأصبح المصطلح يشير إلى البرمجيات وليس الأجهزة. صُممت بعض البرامج على غرار أجهزة WP المخصصة. على سبيل المثال، كُتبت برنامج MultiMate لشركة تأمين كان لديها مئات من الكتّاب الذين يستخدمون أنظمة Wang، ثم انتشر البرنامج من هناك إلى عملاء Wang الآخرين. للتكيف مع لوحة مفاتيح الكمبيوتر الأصغر والأكثر عمومية، استخدمت MultiMate ملصقات لاصقة ونموذجًا بلاستيكيًا كبيرًا لتذكير المستخدمين بعشرات الوظائف المشابهة لـ Wang، باستخدام مفاتيح shift وalt و ctrl مع مفاتيح وظائف IBM العشرة والعديد من مفاتيح الأبجدية.
تطلبت برامج معالجة الكلمات المبكرة الأخرى من المستخدمين حفظ مجموعات المفاتيح شبه التذكيرية بدلاً من الضغط على المفاتيح المسماة "نسخ" أو "غامق". (كانت العديد من أجهزة الكمبيوتر الشخصية المبكرة تفتقر إلى مفاتيح المؤشر؛ وقد استخدم WordStar بشكل مشهور "المعين" الذي يركز على ESDX للتنقل عبر المؤشر، كما تشجع محررات vi-like الحديثة استخدام hjkl للتنقل) ومع ذلك، فإن فروق الأسعار بين معالجات الكلمات المخصصة وأجهزة الكمبيوتر الشخصية للأغراض العامة، والقيمة المضافة للأخيرة بواسطة برامج مثل VisiCalc، كانت مقنعة للغاية لدرجة أن أجهزة الكمبيوتر الشخصية وبرامج معالجة الكلمات سرعان ما أصبحت منافسة خطيرة للأجهزة المخصصة. أصبحت معالجة الكلمات الاستخدام الأكثر شيوعًا لأجهزة الكمبيوتر الشخصية، وعلى عكس أسواق جداول البيانات (التي يهيمن عليها Lotus 1-2-3) وقواعد البيانات (dBase)، تنافست WordPerfect و XyWrite و Microsoft Word و pfs:Write وعشرات العلامات التجارية الأخرى لبرامج معالجة الكلمات في الثمانينيات؛ استعرضت مجلة PC Magazine 57 برنامجًا مختلفًا في أحد أعداد يناير 1986. لقد سمح تطوير شاشات ذات دقة أعلى بتوفير ما تراه هو ما تحصل عليه (WYSIWYG) بشكل محدود، إلى الحد الذي قُربت فيه الميزات المطبعية مثل الخط العريض والمائل، والمسافة البادئة، والتسوية، والهوامش على الشاشة.
وشهد منتصف وأواخر الثمانينيات انتشار الطابعات الليزرية، والنهج "الطباعي" لمعالجة الكلمات، وشاشات عرض نقطية WYSIWYG حقيقية مع خطوط متعددة (التي كان رائدها جهاز الكمبيوتر Xerox Alto وبرنامج معالجة الكلمات Bravo )، و PostScript، وواجهات المستخدم الرسومية (ابتكار آخر من Xerox PARC، مع معالج الكلمات Gypsy الذي سوق في مجموعة منتجات Xerox Star). تطورت معالجات النصوص المستقلة من خلال تقليل حجمها واستبدال شاشات CRT الخاصة بها بشاشات LCD صغيرة موجهة للأحرف. كما كانت بعض النماذج تحتوي أيضًا على ميزات تشبه تلك الموجودة في أجهزة الكمبيوتر مثل محركات الأقراص المرنة والقدرة على الإخراج إلى طابعة خارجية. كما حصلوا على تغيير في الاسم، حيث أصبحوا يطلقون عليه الآن "الآلات الكاتبة الإلكترونية" وعادة ما يشغلون الجزء الأدنى من السوق، حيث يباعون بأقل من 200 دولار أمريكي.
خلال أواخر الثمانينيات وحتى التسعينيات، كان برنامج معالجة الكلمات السائد هو WordPerfect. كانت حصة برنامج Microsoft Word في السوق العالمية تزيد عن 50% حتى عام 1995، ولكن بحلول عام 2000 وصلت حصة البرنامج في السوق إلى 95%.
ربما كانت برامج معالجة النصوص MacWrite وMicrosoft Word وغيرها من برامج معالجة النصوص لشاشة Apple Macintosh ذات الخريطة البتية، والتي قُدمت في عام 1984، أول معالجات نصوص WYSIWYG حقيقية أصبحت معروفة لكثير من الناس حتى تقديم Microsoft Windows. وفي نهاية المطاف، أصبحت معالجات الكلمات المخصصة قطعًا متحفية.

## الأدب
- ماثيو ج. كيرشنباوم، تتبع التغييرات - تاريخ أدبي لمعالجة الكلمات، مطبعة جامعة هارفارد، 2016(ردمك 9780674417076)